# Nina Yashar
Nina Yashar (* 1957 in Teheran) ist eine italienisch-iranische Unternehmerin, die sich auf den Handel und die Präsentationen von Werken zeitgenössischer Designer spezialisiert hat. Seit 1979 betreibt sie in Mailand die Nilufar Gallery, die sowohl mit modernem Design handelt als auch in ihren Räumen renommierte internationale Designer in Einzelausstellungen vorstellt.

## Leben
Yashar wurde in Teheran geboren und zog im Alter von sechs Jahren mit ihrer Familie nach Mailand. Dort besuchte sie eine jüdische Schule und engagierte sich in jungen Jahren in der feministischen Bewegung, während sie gleichzeitig eine starke Neigung zu Kunst und Kreativität entwickelte. Sie studierte Kunstgeschichte an der Universität Venedig und kehrte nach ihrem Studium nach Mailand zurück. Yashar arbeitete kurz im Teppichhandel ihres Vaters, bevor sie 1979 ihre eigenes Ladengeschäft, die Nilufar Gallery in Mailand in der Via Bigli, eröffnete.
2015 erwarb sie eine ehemalige Fabrik in der Nähe des Expo 2015-Komplexes, das Nilufar Depot, das sie von dem Mailänder Architekten Massimiliano Locatelli (* 1967) in einen dreigeschossigen, offenen  Showroom umbauen ließ, und in dem auch ihre Sammlung von Kunstwerken und Designobjekten untergebracht ist. Das Haus mit einer Grundfläche von 1500 m² beherbergt ihre Sammlung von inzwischen 3000 Objekten (Stand 2015) und ist Ort regelmäßig stattfindender Ausstellungen.
Sie lebt und arbeitet in Mailand.

## Wirken
Yashar ist dafür bekannt, Designobjekte aus verschiedenen Epochen und Kulturen miteinander zu verbinden. Ihre Galerie Nilufar, die ursprünglich auf luxuriöse Teppiche spezialisiert war, hat sich zu einem Ort für das Zusammentreffen historischer und zeitgenössischer Designs entwickelt. Sie war eine der Ersten, die Mitte des 20. Jahrhunderts entworfene Möbel mit antiken Teppichen aus dem Nahen Osten kombinierte, was in der Designwelt als bahnbrechend galt. Yashars Galerie stellt Werke von Mid-Century-Designern wie Carlo Mollino, Ettore Sottsass und Giò Ponti aus, neben Stücken zeitgenössischer Künstler wie Martino Gamper und Bethan Laura Wood.
Im Jahr 2015 erweiterte Yashar ihren Betrieb um das Nilufar Depot, ein ehemaliges Fabrikgebäude am Stadtrand von Mailand, das sie von dem Mailänder Architekten und Designer Massimiliano Locatelli (* 1967) umgestalten ließ, und das sowohl historische als auch zeitgenössische Stücke beherbergt. Ihre Sammlung umfasst inzwischen über 3000 Objekte u. a. von Gio Ponti, BBPR, Osvaldo Borsani, Arne Jacobsen, Bruno Mathsson, Alvar Aalto, Gaetano Pesce, Andrea Branzi, Massimiliano Locatelli, Fabien Cappello und Studio Nucleo.
2019 stellte sie im Nilufar Depot erstmals Werke zeitgenössischer Bildhauer aus – Jonathan Trayte, Nao Matsunaga und Irina Razumovskaya.